# Liste antiker Ortsnamen und geographischer Bezeichnungen/Zu
| Lateinischer Name   | Griechischer Name        | Beschreibung                     | Heute | Quellen und Verweise | Lage |
| ------------------- | ------------------------ | -------------------------------- | ----- | -------------------- | ---- |
| Zucchabar, Succabar | Ζουχάβαρρι (Zouchabarri) | Stadt in Mauretania Caesariensis |       | Smith;               |      |
| Zuchabbari          |                          |                                  |       | Smith;               |      |
| Zuchis              |                          |                                  |       | Smith;               |      |
| Zugar               |                          |                                  |       | Smith;               |      |
| Zumi                |                          |                                  |       | Smith;               |      |
| Zuphones            |                          |                                  |       | Smith;               |      |
| Zurmentum           |                          |                                  |       | Smith;               |      |
| Zurobara            |                          |                                  |       | Smith;               |      |
| Zusidava            |                          |                                  |       | Smith;               |      |